# Hans Duffner
Hans Duffner (* 30. August 1908 in Dresden; † 8. Mai 1945) war ein deutscher Schriftsteller und SD-Agent, der in Neustadt an der Weinstraße wohnte.

## Leben
Hans Duffner machte eine Ausbildung zum Kaufmann und Drogisten. Zudem veröffentlichte er schon früh eigene Lyrik. Er ließ sich in Neustadt an der Weinstraße nieder. Duffner engagierte sich in der nationalsozialistischen Bewegung und wurde Mitglied in der SA, der SS und dem SD. Zum 1. November 1930 trat er der NSDAP bei (Mitgliedsnummer 351.089). Im Jahre 1936 wurde er als SA-Obertruppführer Mitglied im „Kulturkreis der SA“. 1939 wurde er zum SS-Sturmbannführer befördert (SS-Nummer 272.563). Bei Lehrgängen für die weltanschauliche Schulung der Polizei, die zum Teil mit Personal des SD-Hauptamtes bestritten wurden, wurde Duffner für das Fach Erziehung eingesetzt. 
Während des Zweiten Weltkrieges war er zeitweise einem Befehlshaber der Sicherheitspolizei und des SD in Frankreich unterstellt. Im Herbst 1944 wurde Duffner Mitglied des SS-Jagdverbandes Südwest, der hauptsächlich aus Angehörigen des Streifkorps Südfrankreich bestand, d. h. früheren Mitgliedern der Spezialeinheit Brandenburg. Gegen Kriegsende befand sich Duffner im badischen Lörrach. Er entzog sich der Gefangennahme durch die französische Armee durch Suizid.
In der Sowjetischen Besatzungszone wurde Duffner nach Ende des Zweiten Weltkrieges auf die Liste jener Autoren gesetzt, „deren sämtliche Werke aus dem Bestande zu entfernen sind“.

## Publikationen
- Junge Lieder, 1927
- Das Spiel von der SA, 1935
- Ein Sturm marschiert, 1935
- Kampfgenossen – Zeitgenossen, 1936
- Fahne im Alltag, 1937
- Gedanken über die Ehre, 1938